# اتحادیه بین‌المللی فدراسیون‌های دو و میدانی
اتحادیهٔ بین‌المللی فدراسیون‌های دو و میدانی با نام رسمی (انگلیسی: International Association of Athletics Federations) که بیشتر با نام اختصاریِ آن، IAAF (آی‌اِی‌اِی‌اف) شناخته می‌شود، نهاد اداره‌کنندهٔ ورزش دو و میدانی در جهان است. این فدراسیون عضو کمیتهٔ بین‌المللی المپیک است و هر دو سال یک بار مسابقات قهرمانی دو و میدانی جهان را برگزار می‌کند.
این سازمان بین‌المللی، که در حال حاضر ۲۱۵ عضو دارد، در سال ۱۹۱۲ با شرکت ۱۷ فدراسیون ملی در استکهلم، پایتخت سوئد، تشکیل شد و در سال ۱۹۹۳ مقر آن به موناکو انتقال یافت.

## اعضا

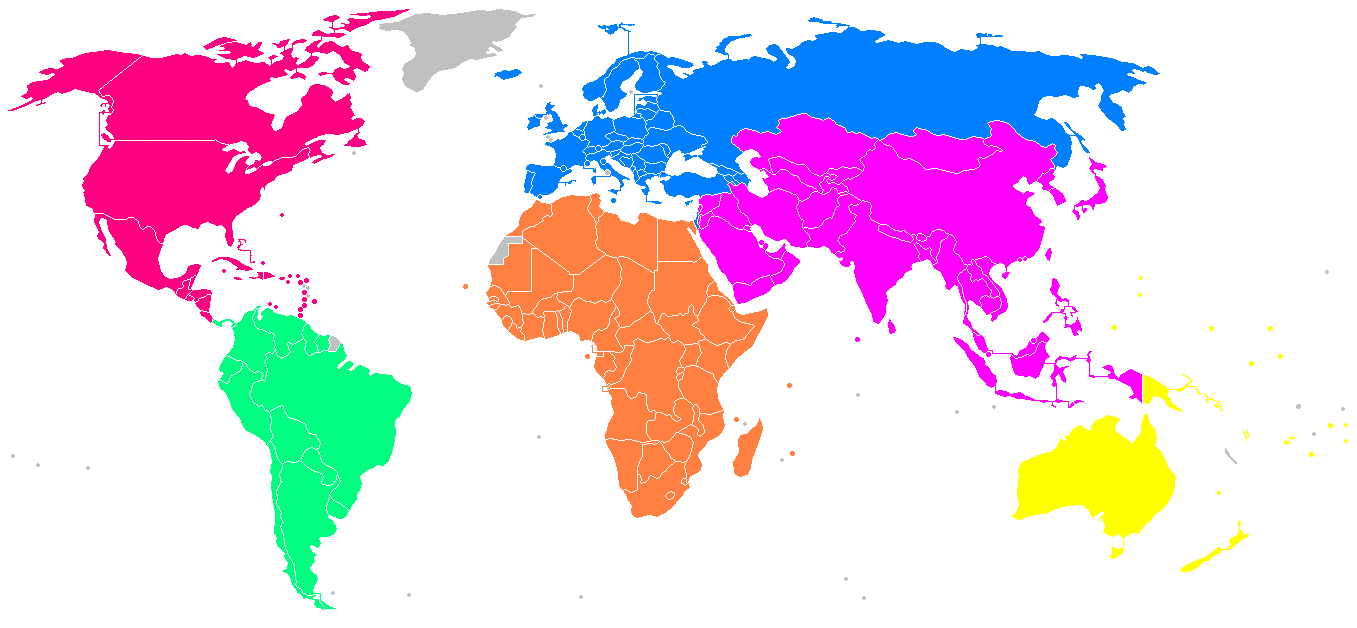
نقشه شش کنفدراسیون

اتحادیهٔ دو و میدانی جهانی در کل از ۲۱۴ فدراسیون و ۶ کنفدراسیون قاره‌ای تشکیل می‌شود.
  AAA – اتحادیه دو و میدانی آسیا
  CAA – کنفدراسیون دو و میدانی آفریقا
  CONSUDATLE – کنفدراسیون دو و میدانی آمریکای جنوبی
  EAA – اتحادیه دو و میدانی اروپا
  NACAC – اتحادیه دو و میدانی آمریکای شمالی، آمریکای مرکزی و کارائیب
  OAA – اتحادیه دو و میدانی اقیانوسیه